# 古公亶父
古公亶父（ここうたんぽ）は、周初代武王の曾祖父。周の先王の一人。公叔祖類の子。姓は姫（き）。先祖の后稷・公劉の業を納め、国人から慕われた。古公とも呼ばれる。『詩経』では太王。『史記』によれば、武王が殷を討つ前に太王と追尊した。それ以前は太公と呼ばれ、孫の文王が呂尚の事を「太公が望んだ人だ」として「太公望」と呼んだ逸話は有名である。

## 人物
異民族の侵略から逃れるために一族を連れて古公亶父の一族が治めていたとされる漆水・沮水という川のほとりにあった邑である豳（ひん）の地から、後の周の都の付近である岐山の麓に逃れたとされる。
『史記』によれば、豳から財物をかすめようとした異民族に侵略される前に与えたが、その上、人や土地を奪おうとしたので民が怒って戦おうとした。しかし、古公亶父は「民が君を立てるのは民の利益のためで、異民族でも利益を図るなら民にとってはそれでかまわないはずだ。自分が必ずしも国を治める必要は無い。民が戦うのは私のためで人の父子を殺して恨まれれば君主であることはできない」と、自分の一族を率いて岐山の麓に逃れた。国人はそれを慕って豳から岐山の麓へと移住した。その後、古公亶父は城郭家屋を築き、村落を分けて民を定住させ、五官の役人を作って政を行った。民は詩を作って、古公亶父の徳を称えたとされる。
『詩経』の大雅の緜編には、姜族の妻と共に岐山の麓へやってきたこと、住むべき洞窟すらない岐山の麓で古公亶父が一から国を建国する様子、その後の繁栄などがうたわれている。
その後、殷王室と親交を結び、末子の季歴に王室から嫁（太任）をもらう（列女伝では、摯の任氏の娘で王室の娘ではない）。その嫁と季歴の息子が後の文王である。古公亶父には季歴の他に太伯と虞仲という長男と次男がいたが、古公亶父が「私の世継ぎで興隆するものがあるとすれば昌（文王の諱）であろうか」と予言したので、弟の季歴に位を継がせるために太伯と虞仲は出奔した。
古公亶父の死後、季歴が跡を継いだ。